# Liste der Baudenkmale in Zirzow
In der Liste der Baudenkmale in Zirzow sind alle denkmalgeschützten Bauten der Gemeinde Zirzow (Mecklenburg-Vorpommern) und ihrer Ortsteile aufgelistet. Grundlage ist die Veröffentlichung der Denkmalliste des Landkreises Mecklenburg-Strelitz mit dem Stand vom 18. März 2011. 

## Baudenkmale nach Ortsteilen

### Zirzow
| ID | Lage                         | Bezeichnung                       | Beschreibung | Bild                              |
| -- | ---------------------------- | --------------------------------- | --- | --------------------------------- |
|    | Am Anger/Hauptstraße (Karte) | Kriegerdenkmal                    | |                                   |
|    | (Karte)                      | Kirche mit Einfriedung und Portal | Spätgotische Feldsteinkirche vom 15. Jahrhundert; 2-jochiger Chor mit Kreuzrippengewölbe und spitzem Triumphbogen zum Kirchenschiff, Langhaus erhielt beim Umbau von um 1587 die Breite des Chors; Westturm im Sockel aus Feld- und Backstein mit Bretterfachwerk im Obergeschoss und mit achtseitigem Pyramidendach vom 17. Jh.; Kanzelaltar und Chorgestühl von 1820, Grüneberg-Söhne - Orgel von um 1930. | Kirche mit Einfriedung und Portal |

### Zirzow-Mühle
| ID | Lage                     | Bezeichnung | Beschreibung | Bild     |
| -- | ------------------------ | ----------- | ------------ | -------- |
|    | Mühlenstraße (Karte)     | Wassermühle |              |          |
|    | Mühlenstraße 5/6 (Karte) | Wohnhaus    |              |          |
|    | Mühlenstraße 7/8 (Karte) | Wohnhaus    |              | Wohnhaus |

## Quelle
- Karte der Baudenkmale im Geoportal des Landkreises

- Karte mit allen Koordinaten:
- OSM |
- WikiMap